# Der Südwestbote
Der Südwestbote (vorher Windhuker Nachrichten) war eine deutschsprachige Zeitung in Deutsch-Südwestafrika von 1903 bis 1915.

## Geschichte
Seit 1903 erschienen die Nachrichten des Bezirks-Verbandes Windhuk, seit 1904 als Windhuker Nachrichten  zweimal wöchentlich. Chefredakteur war für viele Jahre Conrad Rust. Die Zeitung vertrat vor allem die Interessen der weißen Farmer in der Kolonie Deutsch-Südwestafrika und berichtete über regionale Ereignisse und Bekanntmachungen.
Seit 1908 hieß sie Südwestbote. In dieser Zeit war sie dort die zweite wichtige deutsche Zeitung nach der Deutsch-Südwestafrikanischen Zeitung. Ihre Berichte wichen öfter von der regierungsamtlichen Sichtweise ab und spiegelten so die Stimmung und Ansichten der weißen Siedler wider.
1915 wurde das Erscheinen eingestellt, da das Gebiet unter britische Kontrolle kam. Der Herausgeber Hans Berthold gab stattdessen seit 1916 inoffiziell die Zeitung Der Kriegsbote heraus, aus der sich 1919 die Allgemeine Zeitung entwickelte, die bis in die Gegenwart als einzige deutschsprachige Tageszeitung Afrikas besteht.